# Yari no Yūsha no Yarinaoshi
Yari no Yūsha no Yarinaoshi (jap. 槍の勇者のやり直し The Reprise of the Shield Hero) ist eine Light-Novel- und Manga-Reihe von Aneko Yusagi. Es ist ein Ableger aus dem The-Rising-of-the-Shield-Hero-Universum.
Der Ableger fokussiert sich dabei auf den Helden des Speers, Motoyasu Kitamura, der nach einem verheerenden Treffer in der Zeit an dem Punkt ihrer Beschwörung in die neue Welt zurück reist, allerdings mit dem Wissen, was dem Helden des Schildes passieren wird.

## Handlung
Der Student Motoyasu Kitamura wird als einer von vier Helden, der Held des Speers in eine neue Welt teleportiert. Er entwickelt wegen Naofumis Begleiterin Filo eine Obsession für „Filolials“, vogelähnliche Monster deren Königin die Fähigkeit besitzt, menschliche Gestalt anzunehmen.
Als er in einem Gefecht lebensgefährlich verletzt wird, erwacht Motoyasu wieder im Königreich Melromarc an dem Ort seiner Beschwörung gemeinsam mit den drei anderen Helden. Er ist in die Vergangenheit gereist, allerdings mit dem Wissen, welches er vor seiner Reise hatte. So weiß er, was dem Helden des Schilds alles widerfahren wird und versucht ihn vor seinem Schicksal zu bewahren und ihn zu unterstützen, auch wenn er damit das Volk Melromarcs gegen sich aufbringt. Er lernt zudem, dass er mithilfe seines Speers in der Zeit zurückreisen kann. Auch trägt er Sorge, dass den anderen beiden Helden nichts passiert. Sollte einer der Helden sterben, muss Motoyasu abermals in die Vergangenheit reisen.
Nebenbei versucht Motoyasu herauszufinden, aus welchem Monster-Ei Filo geschlüpft ist, um sie zu ihrer Begleiterin zu machen. So zieht er auf der Suche nach dem richtigen Ei zahlreiche Filolials groß.

## Veröffentlichungen

### Manga
In der August-Ausgabe des Gekkan Comic Flapper, die im Juli 2017 erschien, wurde angekündigt, dass der Shield-Hero-Ableger Yari no Yūsha no Yarinaoshi eine Umsetzung als Web-Manga- und Light-Novel-Reihe erhalten werde. Die erste Ausgabe des Manga erschien am 21. August 2017 auf der Comic-Walker- und der Niconico-Seiga-Website. Die Zeichnungen stammen von Neet, der zuvor bereits für Saekano den Manga Egoistic Lily illustrierte. Der Manga wurde zwischenzeitlich auf physischer Ebene in Japan veröffentlicht.
Der Web-Manga wurde wie die Light Novel von One Peace Books lizenziert. Im Januar 2023 wurde die Web-Mangareihe offiziell abgeschlossen. Der elfte Sammelband des Mangas erscheint am 23. März 2023. Im deutschsprachigen Raum erschien der Manga unter dem Titel The Reprise of the Spear Hero bei Tokyopop. Von April 2022 bis Mai 2024 sind alle elf Bände erschienen.

### Light Novel
Im Juli 2017 wurde gemeinsam mit der Manga-Ankündigung auch eine Printversion in Form einer Light-Novel-Reihe angekündigt. One Peace Books sicherte sich die Rechte an einer englischsprachigen Veröffentlichung der Light-Novel-Serie in Nordamerika.

### Web-Novel
Aneko Yusagi kündigte mit Shin Yari no Yūsha no Yarinaoshi einen weiteren Ableger an, der auf der Internetplattform Shōsetsuka ni Narō veröffentlicht wird.

### Hörspiel
In der limitierten Auflage des fünften Manga-Bandes, die am 23. August 2019 erschien, lag ein Hörspiel bei. Kaito Ishikawa und Makoto Takahashi, die in der Animeserie Naofumi bzw. Motoyasu sprechen, sind darin zu hören. Die Geschichte für die CD wurde von der Light-Novel-Autorin Aneko Yusagi geschrieben und schildert das Alltagsleben von Motoyasu, Naofumi und den Filolials in Siltvelt.

## Rezeption
Demelza von der Website Anime UK News gab den ersten beiden Bänden in der Doppel-Rezension eine wohlwollende Bewertung in der es heißt, dass die Zeichnung von Neet zwar einfacher gehalten sind im Vergleich zu der Haupt-Light-Novel-Reihe und der Animeserie, die Helden aber dennoch passend einfange. Der ersten beiden Bände des Manga decken einen Großteil der ersten Light Novel ab. Ein Problem, das der Rezensent mit dem ersten Roman hatte war, dass dieser signifikante Stellen der Hauptreihe verraten hat. Im Manga komme dies zwar auch vor, diese könne man aber überspringen, ohne dass der Faden beim Lesen reißt. Demelza merkte an, dass der Manga leicht zu lesen sei, auch wenn in diesen sehr viel Handlung gezeigt wird.
Auch Josh Piedra von The Outerhaven fand Gefallen am zweiten Teil des Web-Manga. Er machte zwar einige Punkte aus, die ihm merkwürdig erscheinen, dennoch beschrieb er das Lesen der Reihe als erfrischend lustig.